# Remember December
"Remember December" je druga pesem iz glasbenega albuma Demi Lovato, Here We Go Again. Singl je na radiu v ZDA izšel 17. novembra 2009 in 1. decembra 2009 v digitalni različici.
V Združenem kraljestvu je singl izšel 15. februarja 2010.

## Informacije o pesmi
Demi Lovato je dejala, da ji je ta pesem zelo pri srcu. "To pesem obožujem zaradi več razlogov," je dejala. "Je drugačna od večine mojih pesmi. S pesmijo sem zasebno zelo povezana, bolj kot z ostalimi in prav zato je tako zabavno".

### Glasbena struktura
"Remember December" je electronic pop rock pesem. Singl sam se nekoliko razlikuje od ostalih pop/rock pesmi, ki so tipične za Demi Lovato. Pesem ima velik poudarek na sintetizator, klaviature, kitare in bobne. Na glasbo so vplivali elektronska glasba, synthpop iz osemdesetih in elekrtonski rock iz devetdesetih.

## Videospot
Videospot na začetku pokaže Demi Lovato in v sobi skupaj z njenim bandom, kako pojejo pesem. Od blizu pokažejo tudi posnetke, na katerih Demi Lovato poje oblečena v školjki podobne majice. V ostalih delih videospota se pokažejo Demi Lovato in njene prijateljice, Meaghan Jette Martin, Anno Mario Perez de Taglé in Chloe Bridges (poznane tudi kot dekleta iz filma Camp Rock 2) v avtu, kjer Demi v ozadju poje, medtem ko ostala dekleta plešejo in se smejijo. Manjša scena pokaže tudi vsa štiri dekleta kako hodijo, oblečena v retro oblačila, kakor da gredo na zabavo.
Posamezni deli so bili izdani že v začetku novembra, celoten videospot pa je izšel 12. novembra 2009.
V intervjuju za MTV je Demi Lovato dejala, da "te videospot poveže s pesmijo samo na podoben način, kot ko dekle poskuša fantu dopovedati toliko stvari, vendar meni, da ne posluša, zato ga želi spomniti na vse, kar sta imela. In tako namesto, da bi v tem videospotu prikazovali njuno ljubezen, gre tukaj za strahove vseh vrst, na primer, da je dekle strah prevzeti kontrolo."

## Dosežki
| Lestvica (2009)                       | Mesto |
| ------------------------------------- | ----- |
| U.S. Billboard Bubbling Under Hot 100 | 6     |